# Jan Turkiel
Jan Turkiel (ur. 1953 w Prokopowiczach) – polski duchowny rzymskokatolicki; nauczyciel akademicki związany z uczelniami w Słupsku i Chojnicach, profesor nauk teologicznych.

## Życiorys
Urodził się w 1953 roku w Prokopowiczach koło Grodna na Białorusi w rodzinie polskiego pochodzenia. Po ukończeniu kolejno szkoły podstawowej i średniej podjął studia z zakresu teologiczne w Wyższym Seminarium Duchownym Diecezji Gorzowskiej w Gościkowie Paradyżu. Tytuł zawodowy magistra teologii uzyskał w 1978 roku na Katolickim Uniwersytecie Lubelskim w Lublinie po obronie pracy dyplomowej pt. Człowiek proch (afar, homer) ziemi w Księgach Mądrościowych Starego Testamentu. W tym samym roku 30 kwietnia także uzyskał święcenia kapłańskie po których został wikariuszem w parafii Najświętszego Zbawiciela w Ustce. 
Przez następne lata wykładał teologię biblijną, homiletykę, język grecki oraz język hebrajski w Wyższym Seminarium Duchownym Diecezji Koszalińsko-Kołobrzeskiej w Koszalinie. W 1984 roku uzyskał stopień naukowy doktora nauk teologicznych na podstawie pracy pt. Stworzenie człowieka przez Boga jako motyw życia etycznego w Księgach Mądrościowych Starego Testamentu, której promotorem był ks. prof. Marian Filipiak. Z kolei w 2006 roku Rada Wydziału Teologicznego Uniwersytetu Kardynała Stefana Wyszyńskiego w Warszawie nadała mu stopień naukowy doktora habilitowanego nauk teologicznych w zakresie nauk teologicznych o specjalności biblistyka, na podstawie rozprawy nt. Przewodnik po Księdze Syracha αύτός, οί, τίς, τίυι
. Od lat 90. XX wieku związany jest także zawodowo z Akademią Pomorską w Słupsku, w której obecnie jest profesorem nadzwyczajnym w Zakładzie Antropologii Literatury i Badań Kaszubsko-Pomorskich w Instytucie Polonistyki. Wykładał także w Powszechnej Wyższej Szkoły Humanistycznej "Pomerania" w Chojnicach. W 2017 otrzymał tytuł profesora nauk teologicznych.
Oprócz pracy dydaktycznej Jan Turkiel pełnił liczne funkcje administracyjno-kościelne: był prefektem studiów w Wyższym Seminarium Duchownym w Koszalinie, kanonikiem gremialnym w Koszalinie, rektorem Wyższego Instytutu Wiedzy Religijnej w tym mieście, a także dyrektorem Wydziału Duszpasterskiego Kurii Biskupiej w Koszalinie. Ponadto jest redaktorem kwartalnika „Koszalińsko-Kołobrzeskie Wiadomości Diecezjalne” i redaktorem programów katolickich w Polskim Radio i telewizji w Koszalinie. W roku 1995 został proboszczem parafii pw. Najświętszego Zbawiciela w Ustce. W tym samym roku powołano go na dziekana dekanatu Ustka. Od 1 lipca 2018 do 28 października 2023 sprawował urząd proboszcza parafii Przemienienia Pańskiego w Żukowie.

## Dorobek naukowy
Zainteresowania naukowe Jana Turkiela koncentrują się wokół zagadnień związanych z biblistyką ze szczególnym uwzględnieniem: antropologii biblijnej, mitów, literaturze, literaturze mądrościowej w judaizmie i hellenizmie. Jest aktywnym członkiem Stowarzyszenia Biblistów Polskich. Do jego najważniejszych publikacji naukowych należą:
- Stworzenie człowieka przez Boga jako motyw życia etycznego w księgach mądrościowych Starego Testamentu, Słupsk 2003.
- ABCD Biblii, Słupsk 2005.
- Przewodniki po Księdze Syracha – autós, ho, hoi, sý , tís, tíni (Syr 1-10), Słupsk 2005.
- Konkordancja do Księgi Syracha, Słupsk 2008.
- Tematy Księgi Syracha. Człowiek = anthropos, Słupsk 2013.